# Tranekær Fyr
Tranekær Fyr blev bygget i 1897. Fyret blev slukket i 1977, da man havde afmærket Storebælt med høje rørmaster i stedet for de gamle fyr langs Langeland.